# Orgullo de Oslo
El Orgullo de Oslo es un festival y evento cultural que se celebra en Oslo, Noruega, durante la última quincena de junio de cada año. El festival está dirigido a las personas que apoyan o se sienten identificadas con el movimiento LGBTI+. Es organizado por Fri Oslo og Viken y es el evento del Orgullo LGBT más grande de Noruega, con alrededor de 450 000 visitantes durante sus diez días de duración.
El programa incluye seminarios, festivales de cine, conciertos, exposiciones de arte, espectáculos, debates políticos y un área de eventos en la plaza de Eidsvolls. El evento individual más grande y visible del festival es el desfile del orgullo que se celebra el día de clausura del mismo. En los últimos años, el desfile ha reunido alrededor de 50 000 participantes.
Además de las festividades locales, Oslo ha acogido el evento internacional Europride dos veces: en 2005 y en 2014.

## Historia
El Orgullo de Oslo tiene su origen el 27 de junio de 1974, cuando un grupo de personas homosexuales organizó la primera conmemoración pública de los Disturbios de Stonewall. El evento reunió a 250 personas en la plaza Universitetsplassen.
El primer evento oficial que contó con un desfile tuvo lugar en 1982 y desde entonces el festival ha crecido en escala. Durante la década de 1990, el festival se extendió a diez días, con seminarios, conferencias, debates, conciertos y fiestas en varios lugares de Oslo. El área central del festival se ubica en la Plaza de Eidsvoll (Spikersuppa entre el Storting y el Teatro Nacional), donde hay bares, escenarios de eventos, restaurantes y stands de diversas organizaciones y empresas. Al principio, el festival se llamaba Días Gay, y más tarde Días queer hasta que el festival obtuvo su nombre actual en 2014.
En 2013 y 2014, el festival se desarrolló en la plaza Rådhuspladsen, pero desde 2015 pasó a Eidsvolls. Según los organizadores, El Orgullo de Oslo reunió a 450 000 visitantes durante los diez días que duró la edición de 2019.
El festival es planificado y dirigido por voluntarios, con alrededor de 80 voluntarios durante todo el año y 300 durante las actividades del festival. El festival está organizado y organizado por Fri Oslo og Viken.
En 2020, el festival físico se canceló y en su lugar se celebró como un evento digital debido a Pandemia de COVID-19.

### Desfile del Orgullo
El evento más grande durante el festival es el desfile del orgullo, que se celebra el último sábado. El mismo comienza en la calle Grønlandsleiret y pasa por Grønland, alrededor de Oslo, a través de las calles Kirkeristen, Stortorvet, Borde y Puerta de Rosenkrantz antes de culminar en Calle Karl Johans y el área del festival en Spikersuppa.
El desfile reúne a participantes, tanto homosexuales como heterosexuales, de una variedad de compañías, equipos, organizaciones, partidos políticos y agencias gubernamentales. Para 2020, el desfile reunía alrededor de 50 000 participantes y 275 000 espectadores en el centro de Oslo.
En 2020, la Pandemia de COVID-19 llevó a que el desfile fuera cancelado por primera vez. Como reemplazo, se organizó un desfile digital de varias horas de duración, que formaba parte del otro programa de festivales digitales del festival. Adam Schjolberg, Else Kåss Furuseth y Frida Marida presentaron la transmisión digital.
En 2022, el desfile fue cancelado por segunda vez como resultado de los Tiroteos de Oslo del 25 de junio de 2022.

## Galería

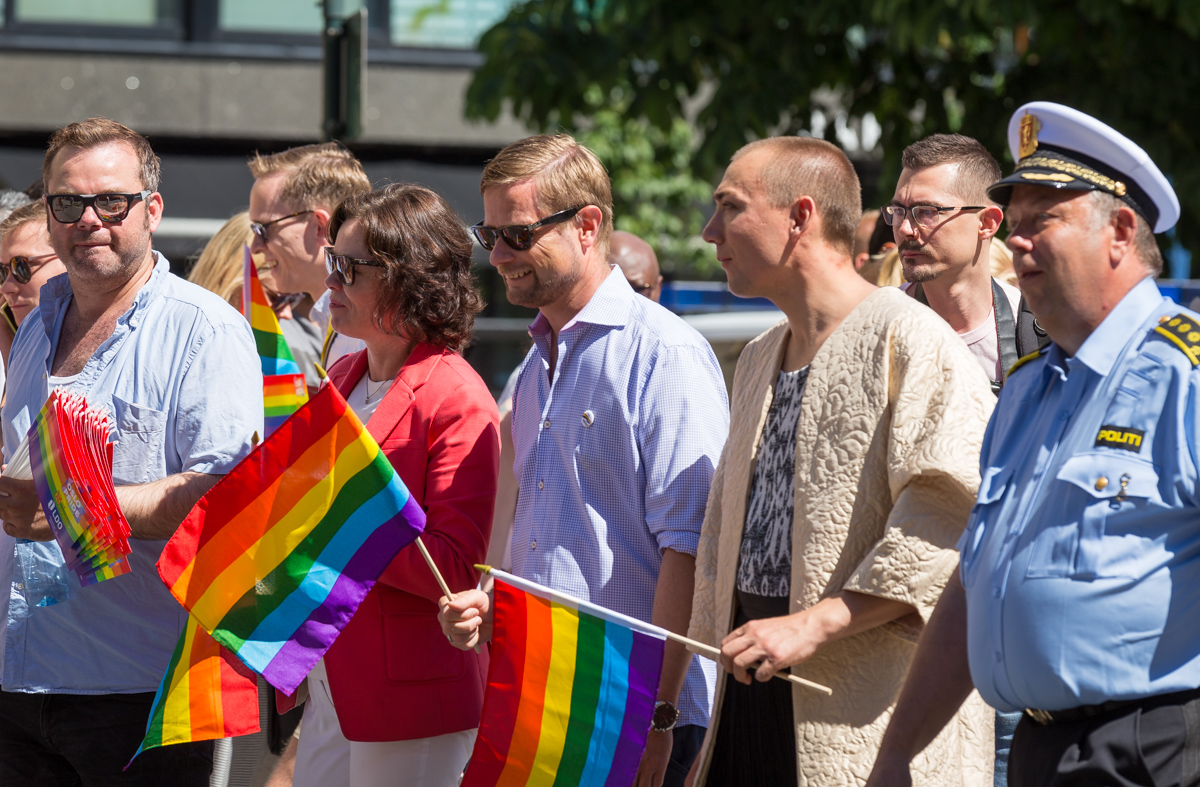
Solveig Horne y Bent Høie durante el desfile del Orgullo de Oslo de 2015.
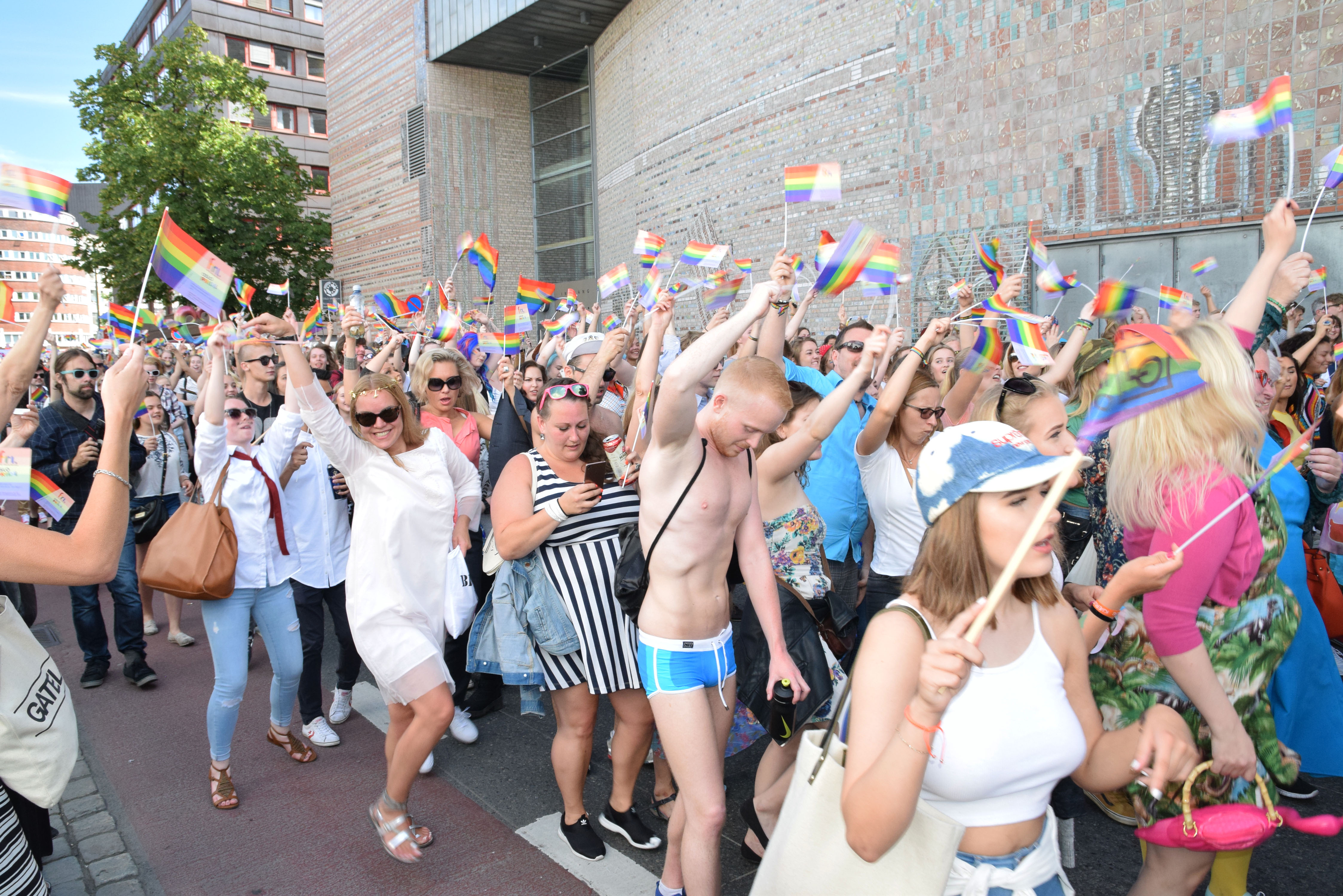
Participantes del desfile del Orgullo de Oslo de 2016 junto al Oslo Spektrum.
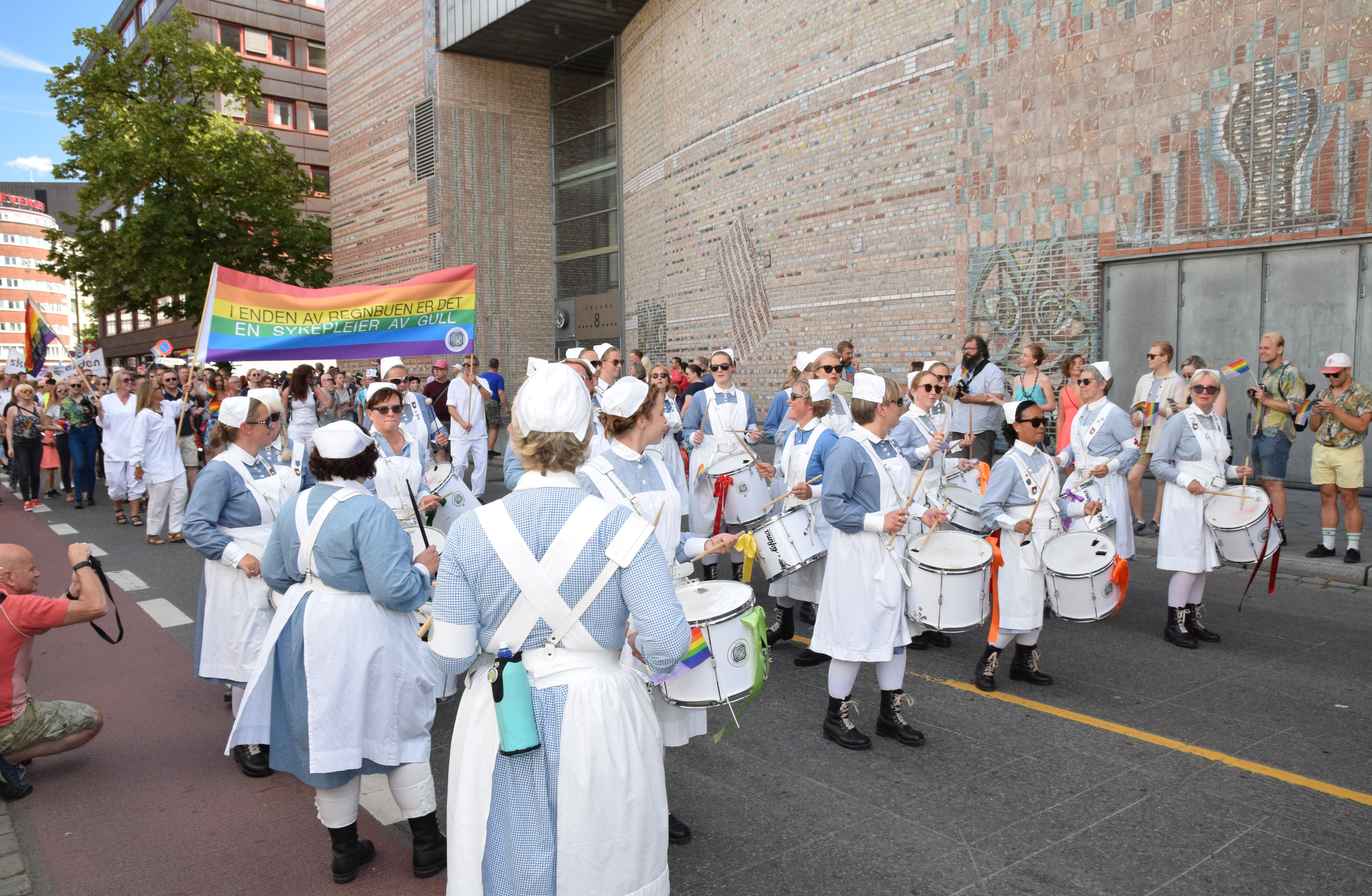
Enfermeras con uniformes tradicionales y tambores en el desfile de 2016.
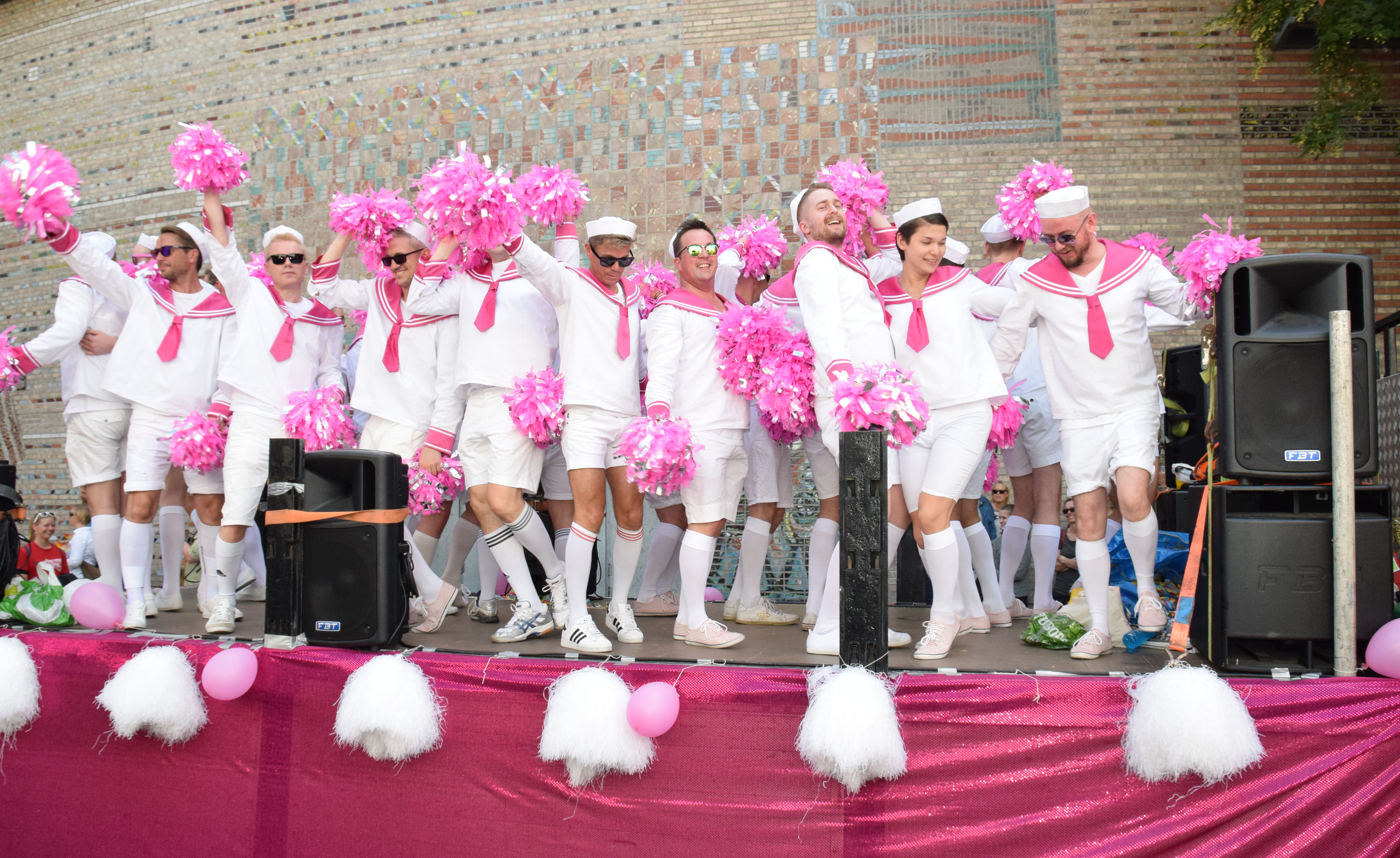
Manifestantes vestidos con uniformes de marineros rosa y blanco en el desfile de 2016.